# رودوو
رودوو (به آلمانی: Berlin-Rudow) یک منطقهٔ مسکونی در آلمان است که در نویکولن واقع شده‌است. رودوو ۴۲٬۰۳۳ نفر جمعیت دارد.